# Morgan Woodward
Morgan Woodward (Fort Worth, Texas, 1925. szeptember 16. – Paso Robles, Kalifornia, 2019. február 22.) amerikai színész.

## Filmjei

### Mozifilmek
- The Great Locomotive Chase (1956)
- Westward Ho, the Wagons! (1956)
- Gunsight Ridge (1957)
- The Gun Hawk (1963)
- The Devil's Bedroom (1964)
- Ali Baba kardja (The Sword of Ali Baba) (1965)
- Gunpoint (1966)
- Bilincs és mosoly (Cool Hand Luke) (1967)
- Firecreek (1968)
- A törvény éber őre (Death of a Gunfighter) (1969)
- The Wild Country (1970)
- Egy kis indián (One Little Indian) (1973)
- A vadlovakat megmentik, ugye? (Running Wild) (1973)
- Az éjjeliőr (The Midnight Man) (1974)
- Ride in a Pink Car (1974)
- Egy kínai bukméker meggyilkolása () (1976)
- A Small Town in Texas (1976)
- Supervan (1977)
- Moonshine County Express (1977)
- Final Chapter: Walking Tall (1977)
- Speedtrap (1977)
- A munka gyümölcse (Which Way Is Up?) (1977)
- Csata a csillagokon túl (Battle Beyond the Stars) (1980)
- Édenkert a javából (Girls Just Want to Have Fun) (1985)
- Dark Before Dawn (1988)

### Tv-filmek
- Yuma (1971)
- The Hatfields and the McCoys (1975)
- Az utolsó nap (The Last Day) (1975)
- The Quest (1976)
- Deadly Game (1977)
- The Other Side of Hell (1978)
- A Last Cry for Help (1979)
- Gunsmoke: To the Last Man (1992)

### Tv-sorozatok
- Gunsmoke (1957–1974, 19 epizódban)
- Cheyenne (1958, egy epizódban)
- The Restless Gun (1958–1959, három epizódban)
- The Life and Legend of Wyatt Earp (1958–1961, 81 epizódban)
- Wagon Train (1958–1965, 12 epizódban)
- Bonanza (1960–1971, nyolc epizódban)
- Perry Mason (1962, egy epizódban)
- Ármány és szenvedély (Days of Our Lives) (1965, egy epizódban)
- Daniel Boone (1965, két epizódban)
- Star Trek (1966, 1968, két epizódban)
- Tarzan (1968, egy epizódban)
- A majmok bolygója (Planet of the Apes) (1974, egy epizódban)
- Petrocelli (1974–1975, két epizódban)
- Logan's Run (1977–1978, három epizódban)
- Starsky és Hutch (Starsky and Hutch) (1978, egy epizódban)
- Hazárd megye lordjai (The Dukes of Hazzard) (1980, 1984, két epizódban)
- Dallas (1980–1987, 55 epizódban)
- Külvárosi körzet (Hill Street Blues) (1982, öt epizódban)
- Knight Rider (1983, egy epizódban)
- A szupercsapat (The A-Team) (1983–1984, három epizódban)
- T.J. Hooker (1985, egy epizódban)
- Gyilkos sorok (Murder, She Wrote) (1989, egy epizódban)
- Matlock (1992, egy epizódban)
- A fejvadász (Renegade) (1993, egy epizódban)
- Vadnyugati fejvadász (The Adventures of Brisco County, Jr.) (1994, egy epizódban)
- X-akták (The X Files) (1995, egy epizódban)
- Millennium (1997, egy epizódban)